# Dilaceração
Dilaceração radicular é uma angulação anormal ou curvatura na raiz, ou, menos frequentemente, na coroa de um dente. Embora uma história de confirmação possa estar ausente, a maioria parece discorrer de uma injúria que desloca a porção calcificada do germe dentário, e o remanescente do dente é formado num ângulo anormal. Menos frequentemente, a curvatura desenvolve-se secundária à presença de um cisto adjacente, tumor ou hamartoma odontogênico (por exemplo, odontoma, ou dente supranumerário).